# Usia albifrons
Usia albifrons är en tvåvingeart som först beskrevs av Gmelin 1790.  Usia albifrons ingår i släktet Usia och familjen svävflugor. Inga underarter finns listade i Catalogue of Life.